# Jättesalangan
Jättesalangan (Hydrochous gigas) är en fågel i familjen seglare.

## Utseende och läte
Jättesalanganen är som namnet av slöjar en rätt stor seglare med satt kropp och relativt kluven stjärt. Fjäderdräkten är enfärgat brun, undertill något ljusare. Jämfört med andra salanganer är den större och mer långvingad. Fågeln rapporteras vara mestadels tystlåten, men högljutt kvittrande har noterats, något likt husseglare.

## Utbredning och systematik
Fågeln förekommer på södra Malackahalvön, Borneo, Sumatra och Java. Den behandlas som monotypisk, det vill säga att den inte delas in i några underarter.

## Levnadssätt
Jättesalanganen häckar intill bergsbelägna vattenfall i skogsområden, enstaka eller i små kolonier med upp till tio fåglar. Den har noterats häcka oktober-mars på västra Java, medan ägg har tagits i slutet av april på Malackahalvön. Den ses ibland födosöka i blandflockar tillsammans med andra seglare, exempelvis taggstjärtseglare. Till skillnad från andra salanganer är den inte förmögen till ekolokalisering.

## Status och hot
Arten har ett stort utbredningsområde, men tros minska i antal, dock inte tillräckligt kraftigt för att den ska betraktas som hotad. Internationella naturvårdsunionen IUCN listar därför arten som nära hotad (LC).